# 伊西多爾·洛布
伊西多爾·洛布（法語：Isidore Loeb，1839年11月1日—1892年6月3日）出生於今天法國上萊茵省坦恩-蓋布維萊爾區的蘇爾茨馬特，曾經是法國猶太教的拉比、教授、歷史學家、語言文字學家。

## 生平
1862年他從法國猶太神學院畢業取得拉比身分，1865年他從聖艾蒂安的拉比開始牧會生涯，之後任教高等研究應用學院猶太歷史教授和文學系主任，1878年成為法國猶太神學院猶太教歷史系主任，在校擔任該職位長達十二年，長期做為校園的教授、歷史學家、語言文字學家，接替他的後繼者則是以色列·萊維，該君後來成為法國首席拉比。
1869年，他是世界猶太聯盟圖書館的創辦人，於1869年至1892年期間，被任命擔任該圖書館的秘書，直到他逝世為止。